# Ceratoides lanata
Ceratoides lanata är en amarantväxtart som först beskrevs av Frederick Traugott Pursh, och fick sitt nu gällande namn av John Thomas Howell. Ceratoides lanata ingår i släktet Ceratoides och familjen amarantväxter. Inga underarter finns listade i Catalogue of Life.